# Bandera del estado Amazonas
La bandera del Estado Amazonas es un símbolo regional o estadal, reconocido oficialmente y usado en el Estado Amazonas, al sur de Venezuela.

## Historia
El 28 de febrero de 2002, por medio del decreto n.º 012-02, el Gobernador Liborio Guarulla convocó un concurso público para la creación de la bandera del Estado, como símbolo que identificase la idiosincrasia de los habitantes de esta entidad federal de Venezuela. La bandera finalmente seleccionada fue la creada por la diseñadora gráfica Lucibel Sánchez, que ganó el concurso el 25 de septiembre de 2002, siendo decretada la misma por el gobernador del Estado, Licenciado Liborio Guarulla Garrido, de etnia baniva.

## Significado
Los símbolos regionales patrios del Estado Amazonas reflejan el imponente valor de la tierra y sus selvas, así como de sus raíces aborígenes y lo que las mismas representan: la fuerza, el coraje, la valentía, el espíritu, el alma y el amor. Dichos símbolos destacan por plasmar el colorido deslumbrante de esta región, conteniendo también diversos elementos autóctonos, siendo ambas cosas así descritas por la diseñadora de esta bandera:
- El color azul representa la nobleza, lo inmaterial, la justicia, la majestad del coraje, la hermosura de su inmensidad e imponentes horizontes, la lejanía de los mágicos y míticos paisajes amazonenses, el resplandor y la grandiosidad de su limpio cielo, así como la fuerza y la furia de sus raudales, originados en sus turbias aguas (ríos Orinoco, Casiquiare y Negro), exaltando así al amazonense como ente digno, lleno de humildad y capaz de arremeter contra sus dificultades y de salir adelante.

- El color blanco es símbolo de pureza, libertad y justicia, plasmadas en las actitudes y cualidades de las familias indígenas y del pueblo amazonense en general, el cual acoge en su seno con generosidad y amistad a todos los entes que integran dicha sociedad, demostrando así su anhelo por mantener su identidad y de preservar sus raíces.

- El color verde es de importante simbología, ya que significa y expresa las inmensas e inaccesibles extensiones de las selvas del Estado Amazonas, así como la enorme variedad de su fauna y su flora. Representa la soberanía del pueblo amazonense como ente ecológico, cultural y turístico, a nivel mundial.

- El color rojo simboliza la sangre, riqueza genética de sus diversos grupos étnicos y patrimonio cultural del Estado y del país entero. Dicho color también se utiliza con el fin de exaltar y proclamar al mundo su deseo de preservar la existencia de sus pueblos indígenas, los cuales son huellas y sellos tangibles de los antepasados de los amazonenses pertenecientes al mundo prehispánico.

- El color amarillo es signo de luz y riqueza, así como de emanación y exaltación de vida. El Estado es muy rico por su suelo, sus aguas, sus minerales, su fauna y su flora, en el marco de una atmósfera saludable y una cultura espléndida, de tal forma que los amazonenses se dignifican sobre todo generando y preservando la existencia de vida.

- El color marrón representa sus grandes y abundantes extensiones de tierras, ricas en minerales, que son los causantes de los curiosos colores de sus ríos, entre los que destacan su místico Río Negro y el majestuoso Orinoco, que son dos de sus bienes ecológicos más preciados. También representa las actividades propias de sus indígenas, las cuales reflejan su creatividad natural, por ejemplo mediante la producción de cerámicas (vasijas de barro y arcillas), la elaboración de cestería (tejidos de chinchorros y carteras, elaborados con palma de moriche), el laboreo de la tierra (creación de conucos), las distintas técnicas de pesca, la caza, así como muchas otras, que en conjunto constituyen un decisivo aporte a las cualidades y virtudes presentes en dicha región y en su gente, cuya constancia conserva.

- El tepuy o cerro Autana, que aparece perfilado en amarillo, es signo de su importante patrimonio geológico y mitológico, el cual es un motivo de orgullo para su pueblo, contando además con un reconocimiento nacional y universal incuestionable. Dicho elemento también es digno representante de la inmensidad y la peculiaridad de sus tepuyes, serranías y rocas, que igualmente son antiquísimos reservorios petrolíferos.

- Las siete estrellas están colocadas estratégicamente en la ubicación geográfica de los distintos municipios del Estado, representando cada una a uno en concreto (desde el extremo superior derecho hasta el extremo inferior derecho: Manapiare, Atures, Autana, Atabapo, Maroa, Río Negro y Alto Orinoco). La división político-territorial del Estado está constituida por figuras garantizadoras de su soberanía, en cuanto entes guardianes que son de dicho Estado.

- El rostro de frente de un indígena yanomami, de tez roja y cabellera amarilla, representa los grupos étnicos aborígenes presentes en el Estado. Este emblema expresa los rasgos peculiares de los indígenas, su historia, tradición y leyendas. Es un reconocimiento especial a las etnias originarias, por su importancia cultural como los primeros pobladores del Estado, los cuales se encuentran en vía de extinción, debiendo tomar todos conciencia para ayudar a su preservación.

- El mapa del Estado Amazonas, delineado en color amarillo y con fondo marrón, tiene una ubicación central en la bandera, expresando así su grandeza. También hace presencia como garante que es de su patrimonio y su cultura.